# Kleiner Goldener Saal

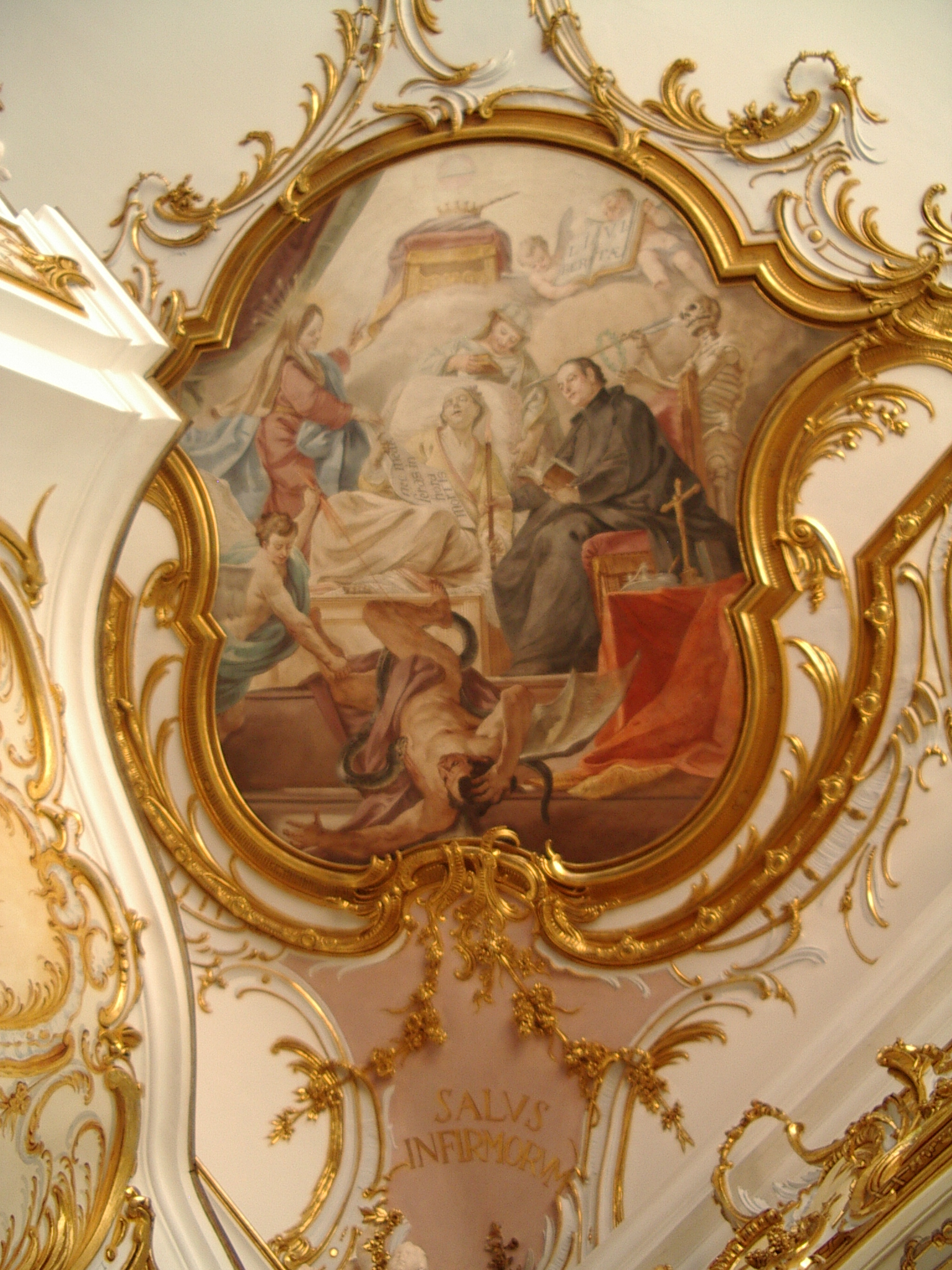
Salus infirmorum – „Heil der Kranken“; Eckinschrift im Kleinen Goldenen Saal

Der Kleine Goldene Saal ist ein spätbarocker Festsaal der ehemaligen Augsburger Jesuitenkollegs St. Salvator, der sich in der Jesuitengasse 12 nördlich des Doms befindet. Der Kleine Goldene Saal darf nicht mit dem Goldenen Saal im Rathaus der Fuggerstadt verwechselt werden.

## Architektur
1582 errichteten die Jesuiten in Augsburg mit dem St.-Salvator-Kolleg einen Gebäudekomplex, der 1763 durch den Ankauf des an das Lyceum grenzenden Wohnhauses erweitert wurde. Erst durch die Verbindung der Obergeschosse dieser beiden Gebäude, die – einem leichten Knick der Jesuitengasse folgend – unterschiedliche Firstlinien aufwiesen, entstand die architektonische Grundlage für den großen Kongregationssaal, mit dessen Stuckierung man Johann Michael Feuchtmayer beauftragte.

## Deckenfresko

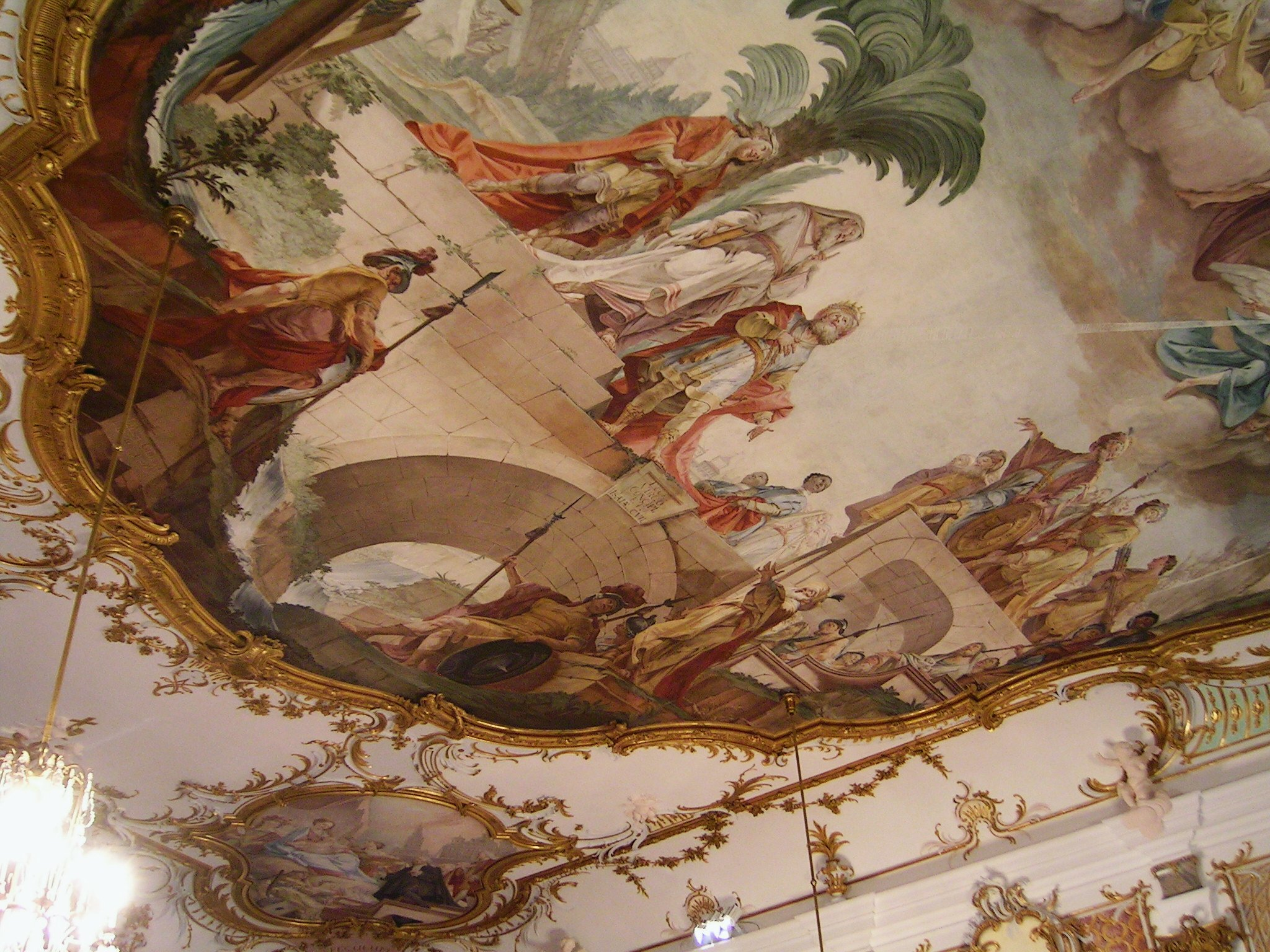
ECCE VIRGO CONCIPIET – Isaias C. VII. Ausschnitt aus dem Deckenfresko: Ahas, direkt über der Inschrift stehend, gefolgt von Jesaia und dessen Sohn Schear-Jaschub trifft auf seine Gegner Rezin und Pekach.

Noch beachtenswerter ist aber das große, 1765 von Matthäus Günther geschaffene Deckenfresko. 
In dessen Zentrum steht die zeichenhafte Verkündigung der Geburt Jesu durch die Jungfrau Maria nach Jesaja (Jes 7,14 ).
Im oberen Drittel des Bildes erscheint die heilige Trinität in himmlische Klänge eingehüllt. 
Zu den Füßen des Vaters kniet Gabriel. Er verweist auf Maria im Strahlenkranz (Offb 12,1 ), die die Mitte des Freskos überstrahlt. Von ihr geht ein heller Lichtstrahl aus, der von einem Engel mit einem Spiegel so gelenkt wird, dass er Ahas, den König Jerusalems, im unteren Drittel des Bildes in den Rücken trifft. (Oben rechts im nebenstehenden Bildausschnitt lässt sich der Lichtstrahl gut erkennen und dann weiterverfolgen.) Hier unten auf der Erde nämlich tritt Jesaja als Gottes Sprachrohr dem Ahas am Ende der Wasserleitung des oberen Teiches (Jes 7,3 ) entgegen mit der Botschaft: Ahas solle nicht die beiden nur noch rauchenden Brandscheite Rezin und Pekach fürchten, deren gen Jerusalem heraufziehende Armeen am seitlichen Bildrand bereits zu sehen sind. Ahas möge hierfür ein Zeichen seiner Wahl von Gott fordern – was Ahas verweigert. Daraufhin gibt Gott von sich aus ein Zeichen: das Zeichen der jungfräulichen Empfängnis des Immanuel – dargestellt in eben jenem Lichtstrahl, der Ahas in den Rücken trifft, zusammen mit der Inschrift ECCE VIRGO CONCIPIET – Isaias C. VII. Doch Ahas glaubt Gott immer noch nicht und begibt sich aus Furcht vor jenen Brandscheiten in die Hände der Assyrer und kommt damit vom Regen in die Traufe. Glaubt ihr nicht, so bleibt ihr nicht heißt die übergeordnete Botschaft in Jes 7,9 .

## Vier Eckfresken
An den Übergängen der Decke zu den vier Raumecken sind separate Fresken mit kurzen, lateinischen Inschriften (Anrufungen aus der Lauretanischen Litanei) positioniert. Thematisch steht auch hier die Gottesmutter im Mittelpunkt, was wohl der Tatsache geschuldet ist, dass St. Salvator seit 1589 die Marianische Kongregation angegliedert war.
- Im Nordosten (das ist die vordere linke Raumecke des Saals) erweist der damalige Augsburger Fürstbischof Joseph Ignaz Philipp von Hessen-Darmstadt Maria als der virgo prudentissima, also der so besonnen Jungfrau, die Ehre.
- Im Südosten (also vorne rechts) verehrt der Rat der Stadt Maria als speculum iustitiae (Spiegel der Gerechtigkeit). Diese Eckkartusche ist am unteren Rand des Deckenfreskoausschnittes noch erkennbar.
- Im Südwesten wenden sich Studenten der Freien Künste Maria als initium sapientiae, als Ausgangspunkt aller Weisheit zu.
- Im Nordwesten schließlich (vgl. Abbildung oben) wendet sich ein Sterbender hilfesuchend an die Heilsmittlerin der Schwachen (salus infirmorum).

## Nutzung

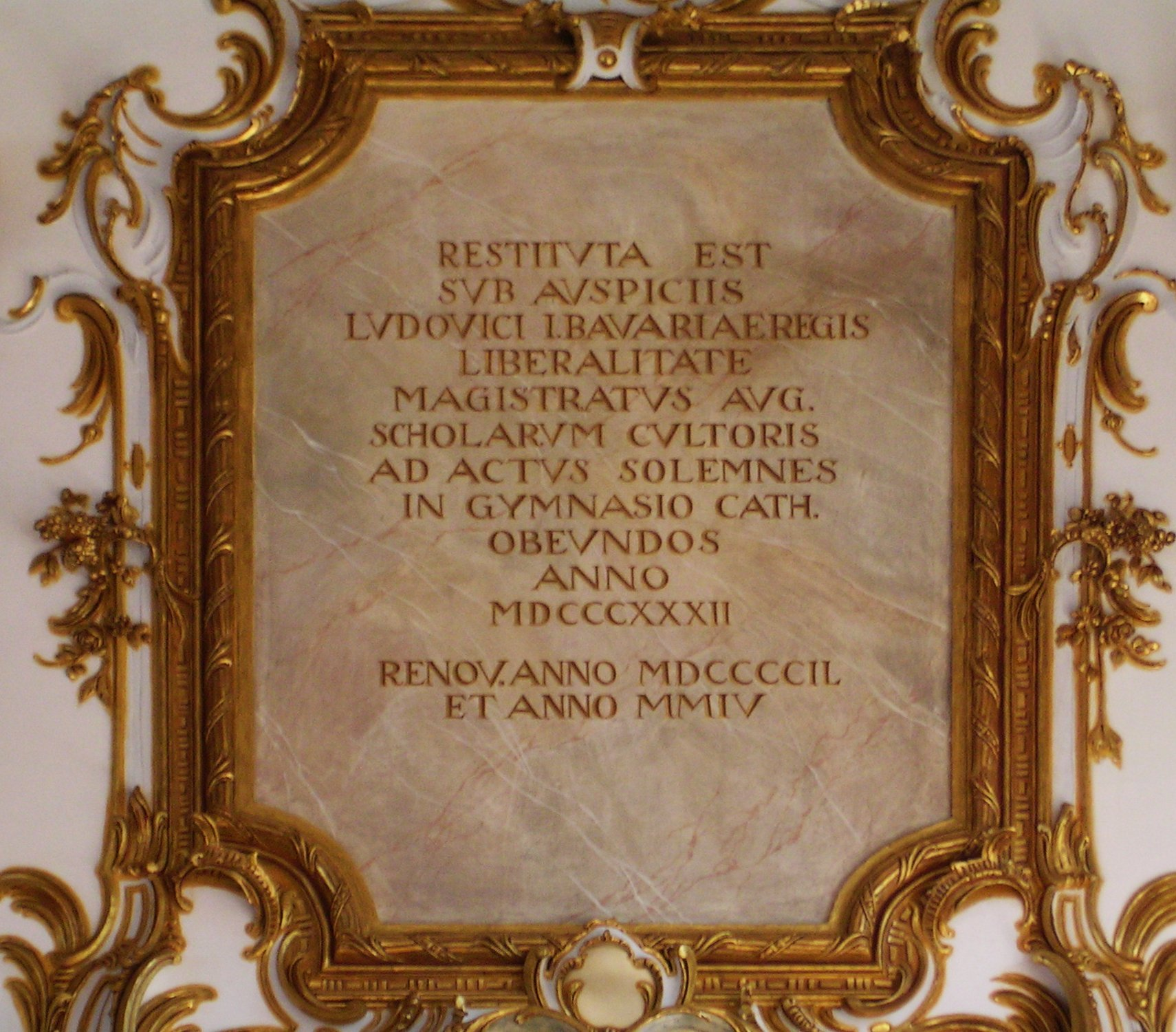
Dem „katholischen Gymnasium“ widmete König Ludwig I. nach der Renovierung von 1832 den Saal.

Der Kleine Goldene Saal diente ursprünglich als Aula für das Jesuitenkolleg St. Salvator, dem katholischen Gegenstück zum traditionsreichen evangelischen Gymnasium bei St. Anna. Nachdem Augsburg am Stephanstag 1805 die Reichsfreiheit verloren hatte, wurde im Juli 1807 das Gymnasium St. Salvator geschlossen. (Die Kongregation war bereits 1776 im Zuge des Jesuitenverbots aufgelöst worden.) Die Gebäude wurden von den bayerischen Truppen requiriert und der Kleine Goldene Saal diente als Mannschaftsquartier. Die dabei entstandenen Schäden und andere Spuren der Zeit wurden in insgesamt drei Restaurierungen – 1832, 1949 und 2004, belegt durch die abgebildete Inschrift im Saal vorne rechts – beseitigt. Seit der Wiedereröffnung Ende 2004 wird der Saal gern für Konzertaufführungen, etwa im Rahmen der Mozartfeste, genutzt. Darüber hinaus vermietet die Stadt Augsburg den Saal für private kulturelle Veranstaltungen; mit Konzertbestuhlung werden 320 Plätze angeboten, bei Banketten können bis zu 140 Teilnehmer (je 10 Teilnehmer an 14 Tischen) verköstigt werden.
Die durch die Schließung des Jesuitenkollegs 1807 entstandene Lücke in der Augsburger Schullandschaft schloss König Ludwig I. 1828 durch die Gründung des Gymnasiums bei St. Stephan – die Schule hat bis heute ein kostenfreies Nutzungsrecht des Saales als Aula.